# Поташник, Матвей Моисеевич
Матвей Моисеевич Поташник (1908—1964) — начальник Управления НКВД по Молотовской области, генерал-майор (1945).

## Биография
Родился в Екатеринославе в семье портного. Окончил рабфак в Днепропетровске. Работал учеником телеграфиста. Член коммунистической партии с 1936 (член ВЛКСМ в 1925—1939). . В органах ОГПУ с 1929, работал в секретно-политическом отделе (СПО) Днепропетровского окружного отдела ГПУ/УГБ УНКВД Днепропетровской области, с апреля 1937 курсант Центральной школы ГУГБ НКВД СССР, по окончании с августа того же года оперуполномоченный, старший следователь СПО ГУГБ НКВД СССР, следственной части НКВД СССР и ГЭУ НКВД СССР. С ноября 1939 заместитель начальника, с октября 1940 начальник УНКВД/УНКГБ Пермской области (с марта 1940 Молотовской области), с декабря 1943 заместитель начальника УНКГБ/УМГБ Челябинской области. В ноябре 1946 уволен из МГБ (компрометирующие родственные связи и использование служебного положения в личных целях). Работал в МВД как заместитель начальника УМВД Приморского края, заместитель начальника Управления Усть-Вымского ИТЛ. Уволен в запас МВД в 1950, затем начальник отдела охраны (Управления ВОХР) Министерства угольной промышленности СССР. В январе 1955 КПК при ЦК КПСС исключён из партии за «нарушения соцзаконности» при расследовании в 1941 дел ответственных работников треста «Кизелуголь».

## Звания
- младший лейтенант ГБ, 23.03.1936;
- лейтенант ГБ, 05.11.1937;
- старший лейтенант ГБ, 11.04.1939;
- капитан ГБ, 14.03.1940;
- майор ГБ, 06.09.1941;
- комиссар ГБ, 14.02.43;
- генерал-майор, 09.07.1945.

## Награды
Награждён 2 орденами Красной Звезды, орденами Трудового Красного Знамени и «Знак Почёта», знаком «Почётный работник ВЧК-ГПУ», медалью.